# Језеро (Сокобања)
Језеро је насеље у Србији у општини Сокобања у Зајечарском округу. Према попису из 2022. било је 219 становника (према попису из 1991. било је 397 становника). Језеро се налази у подножју планине Озрен. Од села постоји пут до Ниша и до Сокобање, али не постоји аутобуска линија до ових градова. Сеоска амбуланта је постојала до 1980-их, када је затворена.

## Демографија
У насељу Језеро живи 277 пунолетних становника, а просечна старост становништва износи 51,0 година (48,6 код мушкараца и 53,3 код жена). У насељу има 97 домаћинстава, а просечан број чланова по домаћинству је 3,20.
Ово насеље је великим делом насељено Србима (према попису из 2002. године), а у последња три пописа, примећен је пад у броју становника.
|  |

| Демографија | Демографија | Демографија |
| Година      | Становника  | Становника  |
| ----------- | ----------- | ----------- |
| 1948.       | 896         |             |
| 1953.       | 939         |             |
| 1961.       | 811         |             |
| 1971.       | 636         |             |
| 1981.       | 514         |             |
| 1991.       | 397         | 397         |
| 2002.       | 310         | 310         |

| Етнички састав према попису из 2002.‍ | Етнички састав према попису из 2002.‍ | Етнички састав према попису из 2002.‍ | Етнички састав према попису из 2002.‍ | Етнички састав према попису из 2002.‍ |
| ------------------------------------ | ------------------------------------ | ------------------------------------ | ------------------------------------ | ------------------------------------ |
|                                      |                                      |                                      |                                      |                                      |
| Срби                                 | Срби                                 |                                      | 309                                  | 99,67%                               |
| Македонци                            | Македонци                            |                                      | 1                                    | 0,32%                                |
| непознато                            | непознато                            |                                      | 0                                    | 0,0%                                 |

| Година пописа     | 1948. | 1953. | 1961. | 1971. | 1981. | 1991. | 2002. |
| ----------------- | ----- | ----- | ----- | ----- | ----- | ----- | ----- |
| Број домаћинстава | 132   | 145   | 143   | 133   | 123   | 101   | 97    |

| Број чланова      | 1  | 2  | 3  | 4  | 5 | 6  | 7 | 8 | 9 | 10 и више | Просек |
| ----------------- | -- | -- | -- | -- | - | -- | - | - | - | --------- | ------ |
| Број домаћинстава | 20 | 25 | 15 | 12 | 9 | 12 | 3 | 0 | 1 | 0         | 3,20   |

| Пол    | Укупно | Неожењен/Неудата | Ожењен/Удата | Удовац/Удовица | Разведен/Разведена | Непознато |
| ------ | ------ | ---------------- | ------------ | -------------- | ------------------ | --------- |
| Мушки  | 140    | 30               | 95           | 12             | 3                  | 0         |
| Женски | 146    | 17               | 96           | 28             | 5                  | 0         |
| УКУПНО | 286    | 47               | 191          | 40             | 8                  | 0         |

| Пол    | Укупно                    | Пољопривреда, лов и шумарство | Рибарство                            | Вађење руде и камена | Прерађивачка индустрија       |
| ------ | ------------------------- | ----------------------------- | ------------------------------------ | -------------------- | ----------------------------- |
| Мушки  | 91                        | 79                            | 0                                    | 0                    | 0                             |
| Женски | 54                        | 50                            | 0                                    | 0                    | 0                             |
| УКУПНО | 145                       | 129                           | 0                                    | 0                    | 0                             |
| Пол    | Производња и снабдевање   | Грађевинарство                | Трговина                             | Хотели и ресторани   | Саобраћај, складиштење и везе |
| Мушки  | 0                         | 0                             | 2                                    | 1                    | 2                             |
| Женски | 0                         | 0                             | 0                                    | 1                    | 0                             |
| УКУПНО | 0                         | 0                             | 2                                    | 2                    | 2                             |
| Пол    | Финансијско посредовање   | Некретнине                    | Државна управа и одбрана             | Образовање           | Здравствени и социјални рад   |
| Мушки  | 0                         | 0                             | 2                                    | 1                    | 4                             |
| Женски | 0                         | 0                             | 0                                    | 0                    | 3                             |
| УКУПНО | 0                         | 0                             | 2                                    | 1                    | 7                             |
| Пол    | Остале услужне активности | Приватна домаћинства          | Екстериторијалне организације и тела | Непознато            | Непознато                     |
| Мушки  | 0                         | 0                             | 0                                    | 0                    | 0                             |
| Женски | 0                         | 0                             | 0                                    | 0                    | 0                             |
| УКУПНО | 0                         | 0                             | 0                                    | 0                    | 0                             |